# Metacrobunus
Metacrobunus is een geslacht van hooiwagens uit de familie Epedanidae.
De wetenschappelijke naam Metacrobunus is voor het eerst geldig gepubliceerd door Roewer in 1915. 

## Soorten
Metacrobunus omvat de volgende 2 soorten:
- Metacrobunus frontalis
- Metacrobunus macrochelis